# Schronisko PTTK na Magurze Małastowskiej
Schronisko PTTK im. Stanisława Gabryela na Magurze Małastowskiej – schronisko turystyczne, położone pod szczytem Magury Małastowskiej w Beskidzie Niskim. Jest zlokalizowane na wysokości 740 m n.p.m. i jest najwyżej położonym schroniskiem Beskidu Niskiego. Znajduje się na terenie miejscowości Małastów. Od 2021 roku pozostaje zamknięte.

## Historia
Pierwsze schronisko turystyczne PTTK w tej części Beskidu powstało dzięki zaangażowaniu gorlickiego działacza turystycznego i bibliotekarza Stanisława Gabryela – obecnie patrona obiektu. Jego budowę rozpoczęto w 1954 roku, a budulcem było drewno z rozbieranych domów łemkowskich w Gładyszowie i Zdyni. Budowa była prowadzona przez brygadę cieśli z Zakopanego pod kierownictwem Franciszka Giewonta. Ukończono ją w rekordowym czasie 4 miesięcy. Schronisko zostało otwarte 6 marca 1955 roku. W kolejnych latach obiekt został wzbogacony o węzeł sanitarny, a także doprowadzono do niego energię elektryczną. W latach 80. XX wieku istniały plany rozbudowy schroniska przez PTTK; zamierzenia te nigdy nie zostały zrealizowane.

## Warunki pobytu
Obiekt posiadał 30 miejsc noclegowych oraz prowadził bufet. Obok funkcjonowało pole namiotowe z sanitariatami.

Schronisko znajduje się przy nartostradzie ośrodka narciarskiego SkiPark Magura, 300 m poniżej górnej stacji wyciągu krzesełkowego.

## Dane teleadresowe
Małastów, 38-307 Sękowa
tel. 18/351-80-57; +48 795758145

## Piesze szlaki turystyczne
- Siary – Magura Małastowska – Schronisko PTTK na Magurze Małastowskiej – Banica – Bacówka PTTK w Bartnem
- Szymbark – Magura Małastowska – Schronisko PTTK na Magurze Małastowskiej – Smerekowiec – Skwirtne (Szlak Wincentego Pola)
- Uście Gorlickie – Schronisko PTTK na Magurze Małastowskiej